# Estadio Nacional Bingu
El Estadio Nacional Bingu en Lilongüe es el estadio nacional de Malaui. Se utiliza para partidos de fútbol y también tiene una pista de atletismo.
Alberga los partidos en casa de la selección nacional de fútbol de Malaui.

## Historia
Lleva el nombre del expresidente de Malaui, Bingu wa Mutharika.
Este estadio se convirtió en el estadio local de la Federación Etíope de Fútbol. Esto sigue a la solicitud de la Federación Etíope de Fútbol a la CAF de usar BNS ya que su estadio nacional tiene prohibido albergar partidos internacionales por carecer de los requisitos mínimos según los criterios de Licencia de Clubes de la CAF.

## Construcción
El estadio se construyó con un precio de 70 millones de dólares y se inauguró en 2017.

## Capacidad
Tiene capacidad para 41.100 personas.